# Get started
『GET STARTED』（ゲット　スターテッド）は、MONKEY MAJIKが2005年4月25日に発売した2ndミニアルバム。
MONKEY MAJIK最後のミニアルバムとなっている。

## 概要
- 前作『Lily』より僅か2ヶ月での発売。
- 今作には前作『Lily』収録『Alright』のリミックスが収録されている。
- リード曲である『Get Started』と『ガリレオ』はMVがあり、それぞれ『MONKEY MAJIK MUSIC VIDEO BEST』でのみ視聴可能である。

## 収録曲
1. Get Started
  - 本アルバムリード曲。MVでは『Prrety People -Japanese ver.-』を手掛けたPalph Parkerが作成したCGMVとなっている。
2. ガリレオ
3. まわるかわる
4. 編み方
5. Where is the world?
6. Say What's on your mind
7. Alright(mono junk yard remix)
  - 前作『Lily』収録曲のリミックス。